# Recopa Catarinense de 2022
A Recopa Catarinense de 2022 foi a quarta edição deste torneio estadual de futebol, organizado pela Federação Catarinense de Futebol (FCF), e disputado em uma partida única entre os campeões do Campeonato Catarinense e da Copa Santa Catarina. O Figueirense conquistou o título ao vencer o Avaí por 3 a 1, em 20 de janeiro, no estádio Aderbal Ramos da Silva. Esta vitória marcou a segunda conquista do Figueirense na história da Recopa Catarinense.

## Antecedentes
Em 13 de janeiro de 2018, a Chapecoense, que detinha o título estadual da temporada anterior, enfrentou, em um amistoso, o Tubarão, campeão da Copa Santa Catarina. A partida integrou a preparação da equipe de Chapecó para o início da nova temporada e foi simbolicamente denominada Recopa Catarinense. Posteriormente, em 14 de setembro, a FCF oficializou a Recopa no calendário estadual, mantendo os mesmos moldes e programando a competição para ocorrer em janeiro, marcando assim a estreia do futebol catarinense a cada ano. Contudo, a Copa América de 2019 ocasionou alterações nos calendários estaduais, o que impossibilitou a realização da partida em janeiro. Assim, a competição foi adiada para 4 de julho de 2019.
Na primeira edição, o Figueirense derrotou o Brusque com um gol de Rafael Marques e se tornou o primeiro campeão. O Brusque, por sua vez, participou da edição seguinte e venceu o Avaí. O Joinville conquistou o título da terceira edição ao vencer a Chapecoense nas cobranças de pênaltis.
O Avaí assegurou sua vaga na edição de 2022 ao vencer o Campeonato Catarinense da temporada anterior, enquanto o Figueirense conquistou a Copa Santa Catarina.

## Partida

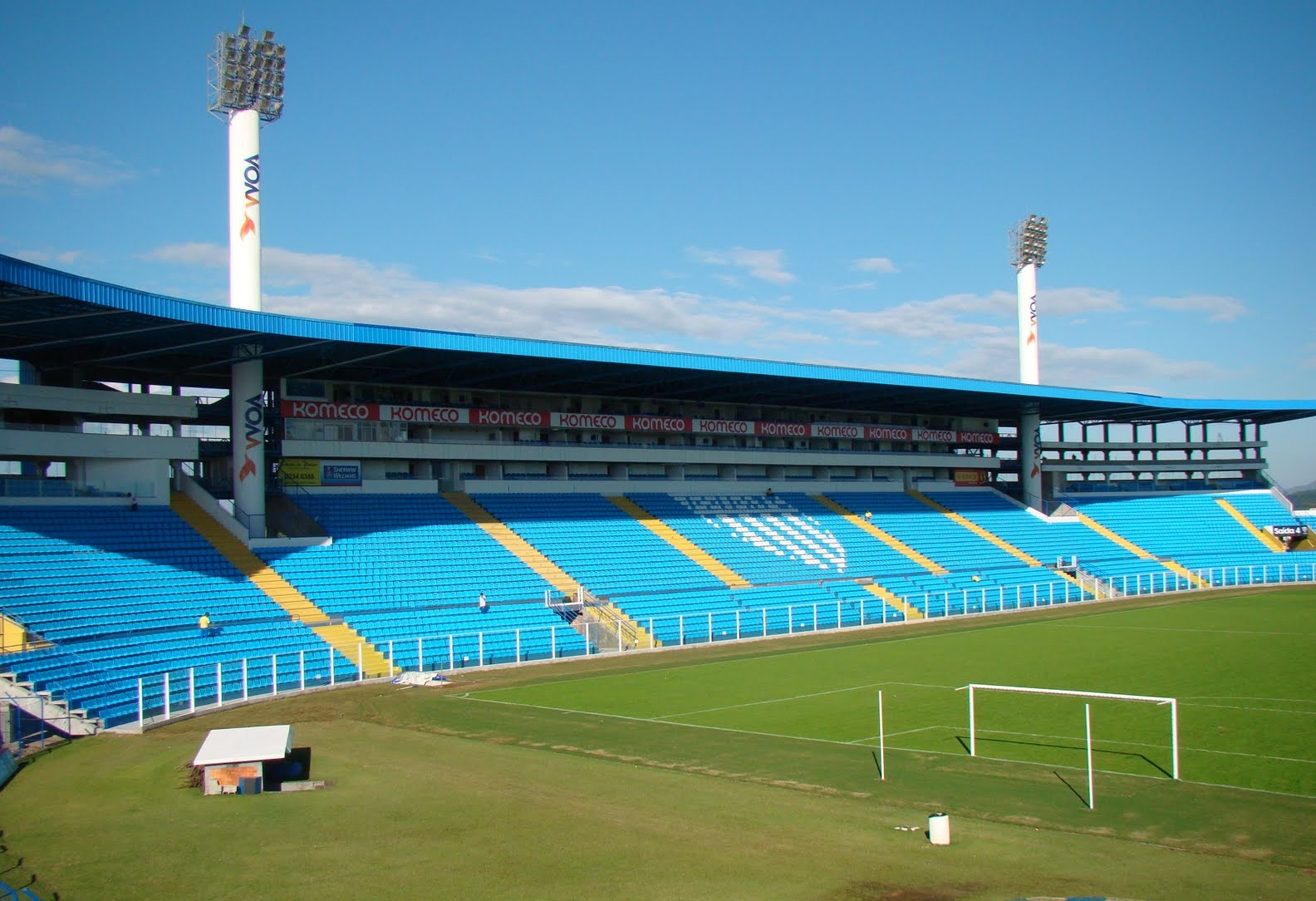
Vista do estádio Aderbal Ramos da Silva, onde a Recopa Catarinense de 2022 foi disputada.

A partida foi realizada às 21 horas de quinta-feira, 20 de janeiro, no estádio Aderbal Ramos da Silva, em Florianópolis. O árbitro principal foi Luiz Augusto Silveira Tisne, assistido pelos árbitros auxiliares Alex dos Santos e Johnny Barros de Oliveira. Edson da Silva e Adenilson Teófilo Cardoso atuaram como quarto e quinto árbitro, respectivamente. O público presente foi de 10.937 pessoas, sendo a maioria torcedores do Avaí. Já a transmissão televisiva foi realizada pelos canais canais por assinatura Premiere e SporTV, do serviço de streaming NSports e do canal do Fort Atacadista, patrocinador da partida, no YouTube.
A partida começou equilibrada, com as duas equipes analisando o adversário. No início, o Figueirense adotou um ritmo mais intenso e teve a primeira chance de gol aos 21 minutos. O Avaí respondeu pouco depois. Aos 29 minutos, o time da casa fez o goleiro Rodolfo Castro realizar uma defesa após um escanteio, mas no lance seguinte, Matheus Ribeiro abriu o placar. Após o gol, o Avaí melhorou e criou chances para ampliar, porém, em um contra-ataque, Gustavo Índio empatou nos últimos minutos do primeiro tempo.
No início do segundo tempo, o Figueirense virou o jogo com dois gols de Oberdan. Precisando empatar, o Avaí pressionou o restante da partida e teve duas boas oportunidades para diminuir, mas o placar permaneceu inalterado.
| 20 de janeiro | Avaí                | 1 – 3                     | Figueirense                          | Estádio Aderbal Ramos da Silva, Florianópolis                             |
| 21:00         | Matheus Ribeiro 30' | Súmula Boletim financeiro | Gustavo Índio 44' · Oberdan 52', 54' | Público: 10 937 Renda: R$ 244.344,00 Árbitro: Luiz Augusto Silveira Tisne |

| Avaí | Figueirense |

| G                  | 83 | Glédson           |       |     |
| LD                 | 2  | Matheus Ribeiro   | 22'   | 78' |
| Z                  | 3  | Betão             |       |     |
| Z                  | 4  | Alemão            |       |     |
| LE                 | 6  | Diego Matos       |       |     |
| V                  | 8  | Bruno Silva       | 65'   |     |
| V                  | 19 | Serrato           |       | 55' |
| M                  | 7  | Renato            |       |     |
| M                  | 97 | Lourenço          |       | 78' |
| A                  | 10 | Jonathan Copete   |       |     |
| A                  | 18 | Quirino           |       | 64' |
| Suplentes:         |    |                   |       |     |
| G                  | 1  | Douglas Friedrich |       |     |
| G                  | 89 | Vladimir          |       |     |
| LD                 | 27 | Gustavo Modesto   |       |     |
| Z                  | 31 | Arthur Chaves     |       |     |
| Z                  | 35 | Lipe              |       |     |
| Z                  | 37 | Leocovick         |       |     |
| V                  | 22 | Eduardo           | 76'   | 55' |
| M                  | 55 | Gabriel Kazu      |       |     |
| A                  | 17 | Vinícius Leite    |       | 64' |
| A                  | 21 | Matheus Lucas     | 90+4' | 78' |
| A                  | 30 | Vinícius Jaú      |       | 78' |
| A                  | 38 | Gustavo Poffo     |       |     |
| Treinador:         |    |                   |       |     |
| Claudinei Oliveira |    |                   |       |     |

| G            | 1  | Rodolfo Castro  |     |     |
| LD           | 2  | Muriel          |     | 78' |
| Z            | 3  | Maurício        | 89' |     |
| Z            | 4  | Luis Fernando   | 41' |     |
| LE           | 6  | Zé Mário        |     | 66' |
| V            | 5  | Clayton         |     |     |
| M            | 8  | Oberdan         | 16' | 78' |
| M            | 10 | Kauê            |     |     |
| A            | 7  | Andrew          | 14' |     |
| A            | 9  | Gustavo Índio   |     | 62' |
| A            | 11 | Thiaguinho      |     | 62' |
| Suplentes:   |    |                 |     |     |
| G            | 12 | Vitor Hugo      |     |     |
| G            | 25 | Antônio         |     |     |
| LD           | 15 | Natan Alves     |     |     |
| LD           | 17 | Natan Masiero   |     | 78' |
| Z            | 13 | Gabriel Nazário |     |     |
| Z            | 14 | Pablo           |     |     |
| LE           | 16 | Vinícius Nucci  |     | 66' |
| V            | 18 | Uesley          |     | 78' |
| M            | 19 | Rickelmy        |     |     |
| M            | 23 | Luis Gustavo    | 73' | 62' |
| A            | 20 | Luizinho        |     |     |
| A            | 21 | Paolo           |     | 62' |
| Treinador:   |    |                 |     |     |
| Júnior Rocha |    |                 |     |     |

| Árbitros assistentes Alex dos Santos Johnny Barros de Oliveira Quarto Árbitro Edson da Silva | Regras da partida - 90 minutos de tempo regulamentar - Disputa por pênaltis, se empate persistir - Máximo de 5 substituições |

## Repercussão
Após a vitória, os atletas e a comissão técnica do Figueirense receberam o troféu e as medalhas pela conquista da Recopa Catarinense. Este foi, inclusive, o primeiro título conquistado no campo do rival.